# Prvenstvo Avstralije 1947
Prvenstvo Avstralije 1947 v tenisu.

## Moški posamično
Dinny Pails :  John Bromwich, 4–6, 6–4, 3–6, 7–5, 8–6

## Ženske posamično
Nancye Wynne Bolton :  Nell Hall Hopman, 6–3, 6–2

## Moške dvojice
John Bromwich /  Adrian Quist :  Frank Sedgman /  George Worthington, 6–1, 6–3, 6–1

## Ženske dvojice
Thelma Coyne Long /  Nancye Wynne Bolton :  Mary Bevis Hawton /  Joyce Fitch, 6–3, 6–3

## Mešane dvojice
Nancye Wynne Bolton /  Colin Long :  Joyce Fitch /  John Bromwich, 6–3, 6–3